# Жиравлево
Жиравлево — деревня в Расловском сельском поселении Судиславского района Костромской области России.

## География
Деревня расположена недалеко от речки Чернега.

## История
Согласно Спискам населенных мест Российской империи в 1872 году сельцо Жировлево относилось к 2 стану Костромского уезда Костромской губернии. В нём числилось 2 двора, проживало 3 мужчины и 4 женщины.
Согласно переписи населения 1897 года в деревне Жировлево проживало 58 человек (28 мужчин и 30 женщин).
Согласно Списку населенных мест Костромской губернии в 1907 году деревня Жировлево относилась к Гридинской волости Костромского уезда Костромской губернии. По сведениям волостного правления за 1907 год в ней числилось 11 крестьянских дворов и 51 житель. Основными занятиями жителей деревни, помимо земледелия, были работа чернорабочими и извоз.
До муниципальной реформы 2010 года деревня входила в состав Долматовского сельского поселения Судиславского района.

## Население
| 1872 | 1897 | 1907 | 2008 | 2010 | 2014 |
| ---- | ---- | ---- | ---- | ---- | ---- |
| 7    | ↗58  | ↘51  | ↘17  | ↘7   | ↗16  |